# القشبان
ال قشبان یک منطقهٔ مسکونی در امارات متحده عربی است که در رأس‌الخیمه واقع شده‌است.

## خصوصیات
ال قشبان ۴۱۸ متر بالاتر از سطح دریا واقع شده‌است.